# Carl Theodor Albrecht
Carl Theodor Albrecht (Dresden, 30 de agosto de 1843 – Potsdam, 31 de agosto de 1915) foi um geodesista e astrônomo prussiano.
Estudou matemática e ciências naturais na Universidade Técnica de Dresden e na Universidade de Berlim. Especialista em geodésia, à qual dedicou a maior parte de sua carreira. Também trabalhou sobre o problema de variação de latitude, baseado no trabalho de Seth Carlo Chandler, que descobriu a variação, conhecida como oscilação de Chandler. Em 1882 foi eleito membro da Academia Leopoldina.

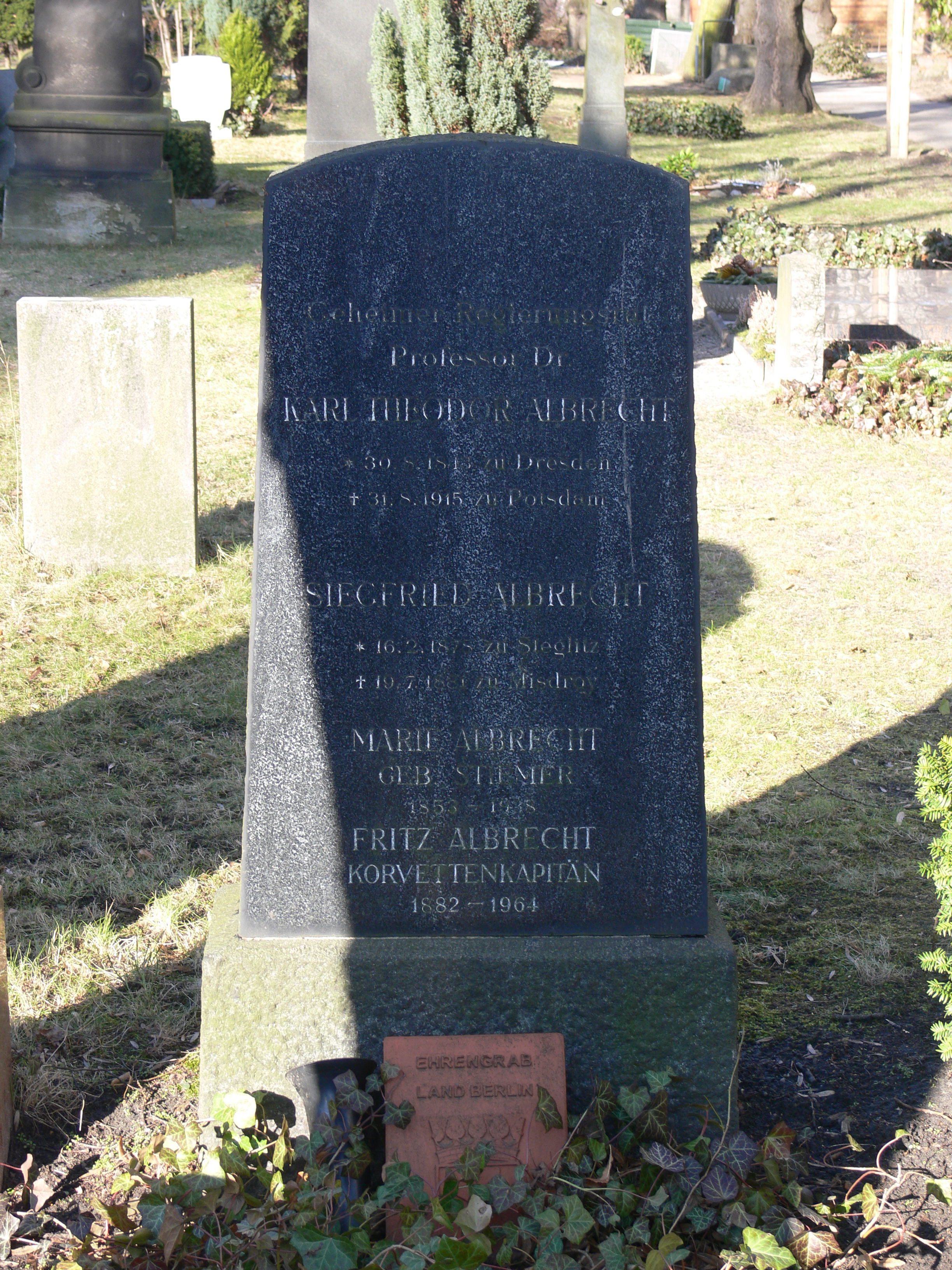
Sepultura de Albrecht em Berlim

Está sepultado no Alter St.-Matthäus-Kirchhof Berlin.

## Obras
- Formeln und Hilfstafeln für geographische Ortsbestimmungen, 1873
- Bericht über den Stand der Erforschung der Breitenvariation im December 1897, Berlin, Reimer, 1898
- Bericht über den Stand der Erforschung der Breitenvariation im December 1898, Berlin, Reimer, 1899
- Bericht über den Stand der Erforschung der Breitenvariation im December 1899, Berlin, Reimer, 1900
- Anleitung zum Gebrauche des Zenitteleskops auf den internationalen Breitenstationen, Berlin, Reimer, 1902
- Resultate des internationalen Breitendienstes, Bd. 1, Berlin, Reimer, 1903
- Resultate des internationalen Breitendienstes, Bd. 2, Berlin, Reimer, 1906
- Resultate des internationalen Breitendienstes, Bd. 3, Berlin, Reimer, 1909
- Resultate des internationalen Breitendienstes, Bd. 4, Berlin, Reimer, 1911
- Physikalisch-chemische Tabellen (Mitverfasser), Berlin, Springer, 1912
- Ergebnisse der Breitenbeobachtungen auf dem Observatorium in Johannesburg vom März 1910 bis März 1913, Berlin, Reimer, 1915
- Ergebnisse seiner Messungen wurden in 20 Bänden der Astronomischen Gesellschaft veröffentlicht